# 基泰戈羅德 (伊林齊區)
48°58′0″N 29°29′49″E / 48.96667°N 29.49694°E
基泰霍羅德（直译：中國城），是烏克蘭西南部的村落，隸屬文尼察州的海辛區。該村始建於1650年，面積3.29平方公里，海拔高度198米，2001年人口1,236，人口密度每平方公里375.68人。